# 久島国夫
久島 国夫（ひさじま くにお、1946年6月5日 - 2006年4月5日）は、日本棋院囲碁棋士九段。
福井県出身。1957年(11歳)に神奈川県の木谷實の道場に入門。入門してまもなく全身に発疹が表れ、木谷は久島を田舎へ返そうとしたが、弟子の部屋に住まわせてもらっていた老人に助けられ、その後も門下にい続けることが出来たという。
同世代の棋士として加藤正夫がおり、幼い頃から同じ門下にて稽古を受けていた。
2006年4月5日に十二指腸潰瘍のために川崎市の病院にて死去。享年59。

## 履歴
- 1965年(19歳)、入段。
- 同十月、二段に昇格。
- 1966年(20歳)、三段に昇格。
- 1968年(22歳)、四段に昇格。
- 1972年(26歳)、五段に昇格。
- 1982年(36歳)、六段に昇格。
- 1985年(39歳)、七段に昇格。
- 1987年(41歳)、八段に昇格。
- 1988年(42歳)、大手合第1部全勝優勝。
- 1991年(45歳)、九段に昇格。